# Fernsehgerät
Ein Fernsehgerät oder Fernsehapparat, in den 1930er Jahren auch Ferntonkino, ist ein Gerät zum Empfang und zur Wiedergabe von analogen und digitalen Fernsehsignalen. Die Idee für einen ersten mechanischen Fernsehapparat wurde bereits im Jahr 1886 von Paul Nipkow in einem Patent dargelegt. Er gilt damit als der eigentliche Erfinder des Fernsehens. Gebräuchlich für Fernsehgeräte ist auch die Bezeichnung Fernsehempfänger.

## Umgangssprachliche Bezeichnungen
In Anspielung auf das anfangs noch relativ leicht wahrnehmbare Flimmern der bewegten Bilder wird der Fernsehapparat umgangssprachlich oft als Flimmerkiste bezeichnet. Weitere umgangssprachliche Bezeichnungen für das Fernsehgerät sind Fernseher, Flimmerkasten, Pantoffelkino bzw. Patschenkino, Röhre (für ältere Geräte nach der Bildröhre), Mattscheibe, Sesselkino, Guckkasten, Glotzofon, Glotzkasten, Glotzkiste oder Glotze, TV-Gerät (Abkürzung für Television; aus griechisch tele ‚fern‘ und englisch vision ‚Sicht‘ bzw. lateinisch visio ‚Anblick‘, ‚Erscheinung‘).

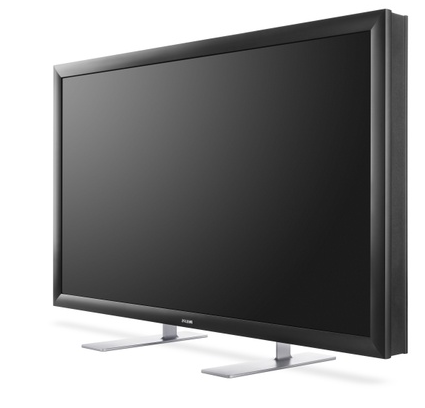
3D-Fernsehgerät von Philips,
Bilddiagonale 107 cm (42 Zoll), 2011

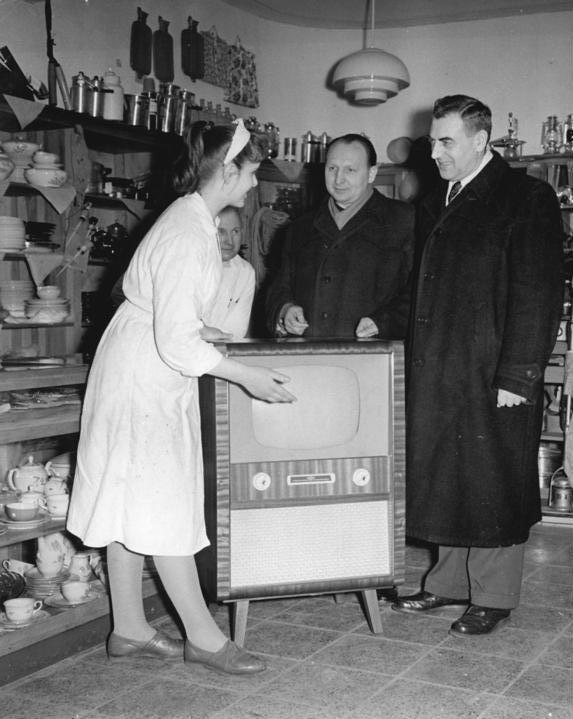
Fernsehstandgerät FE855K „Forum“
VEB Rafena-Werke Radeberg, DDR 1960

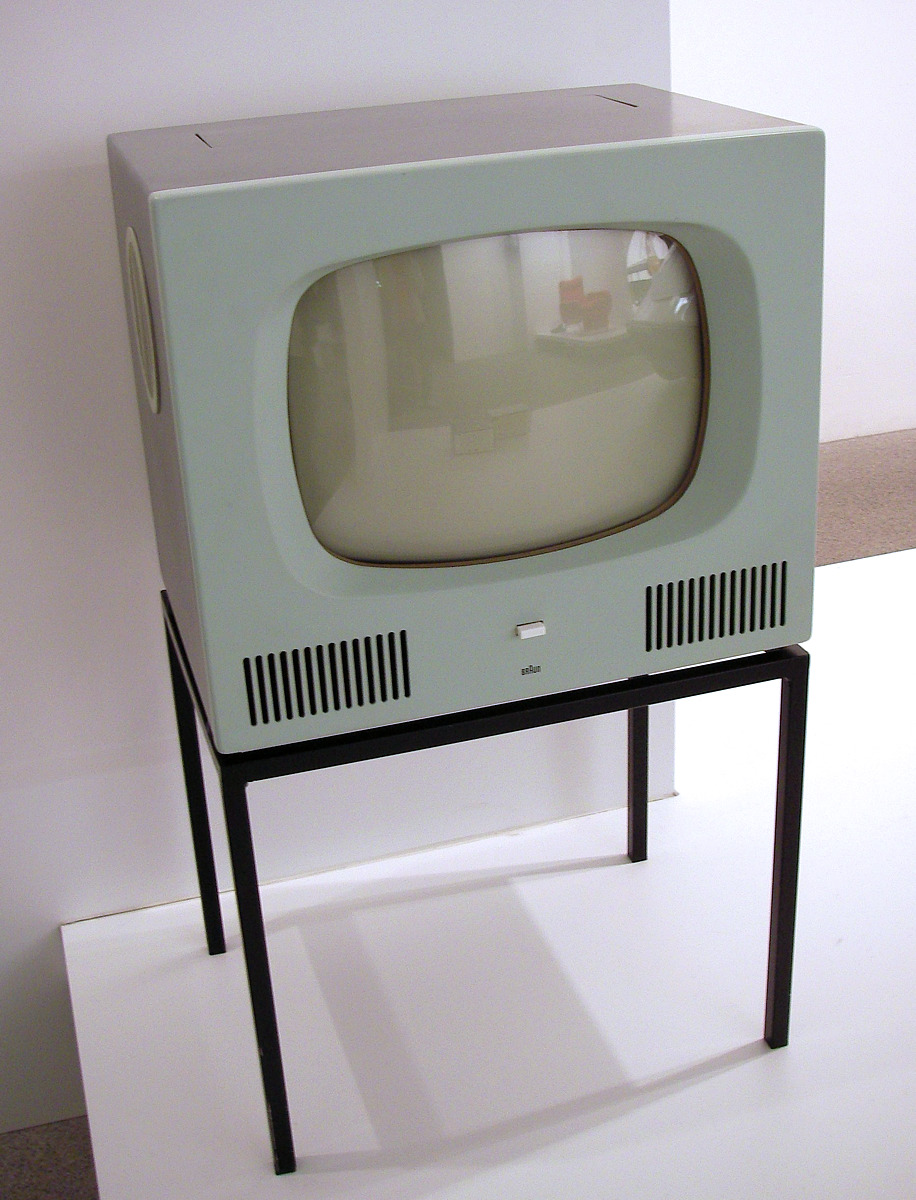
Braun HF 1, 1958

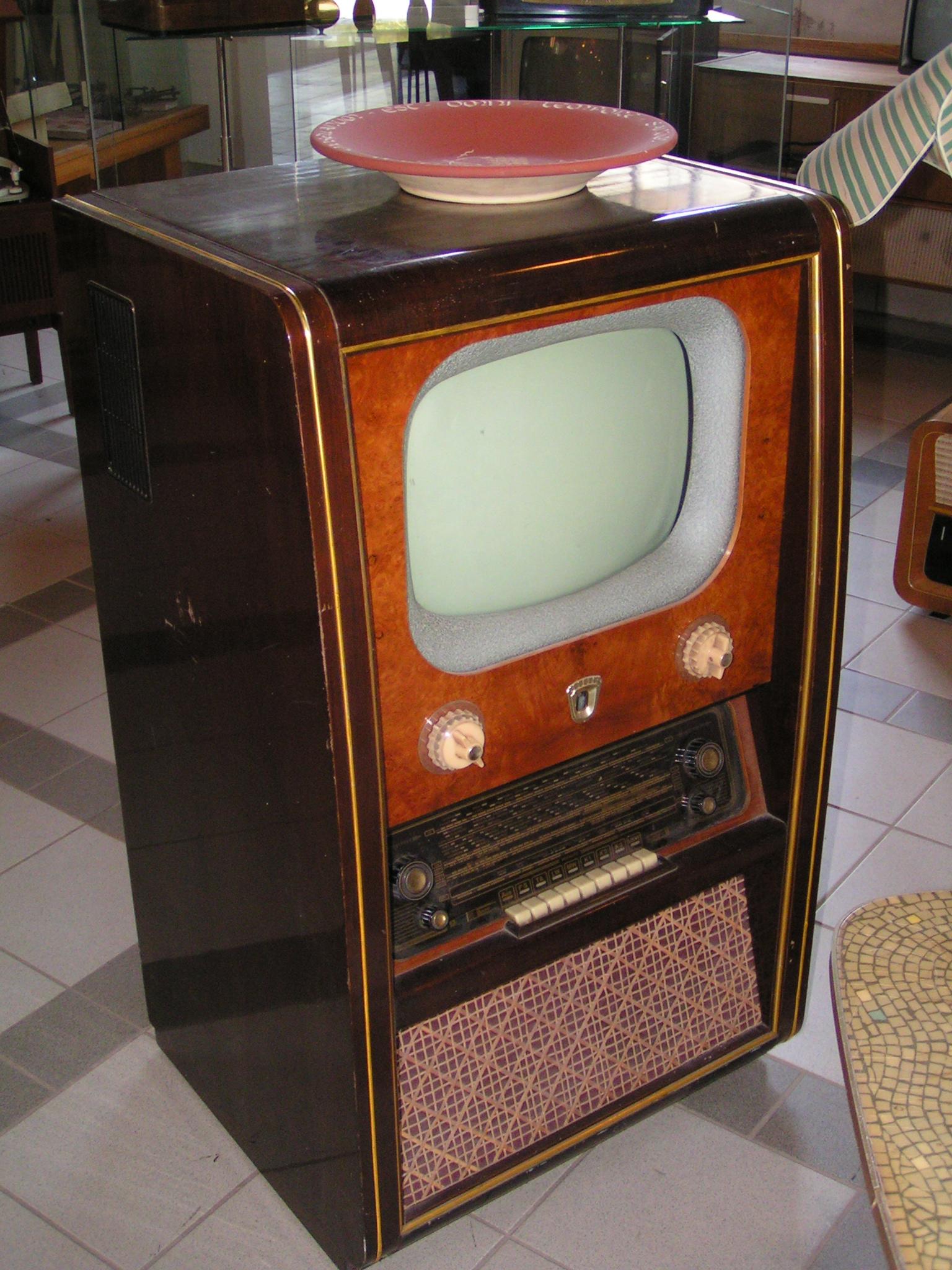
Fernsehstandgerät FER858A „Clivia“
VEB Rafena-Werke Radeberg, DDR 1956

## Geschichte
Die Geschichte von Fernsehgeräten hat seine Ursprünge bei den ersten Entwicklungen zur Bewegtbildübertragung. Die Erfindung der Nipkow-Scheibe zählt zu den frühen Grundlagen aus dem 19. Jahrhundert. 
Die Verbreitung von ersten praxistauglichen Fernsehgeräten erfolgte in den 1930er Jahren. Bis in die 1950er Jahre waren die Geräte nur in wenigen Privathaushalten verbreitet. 

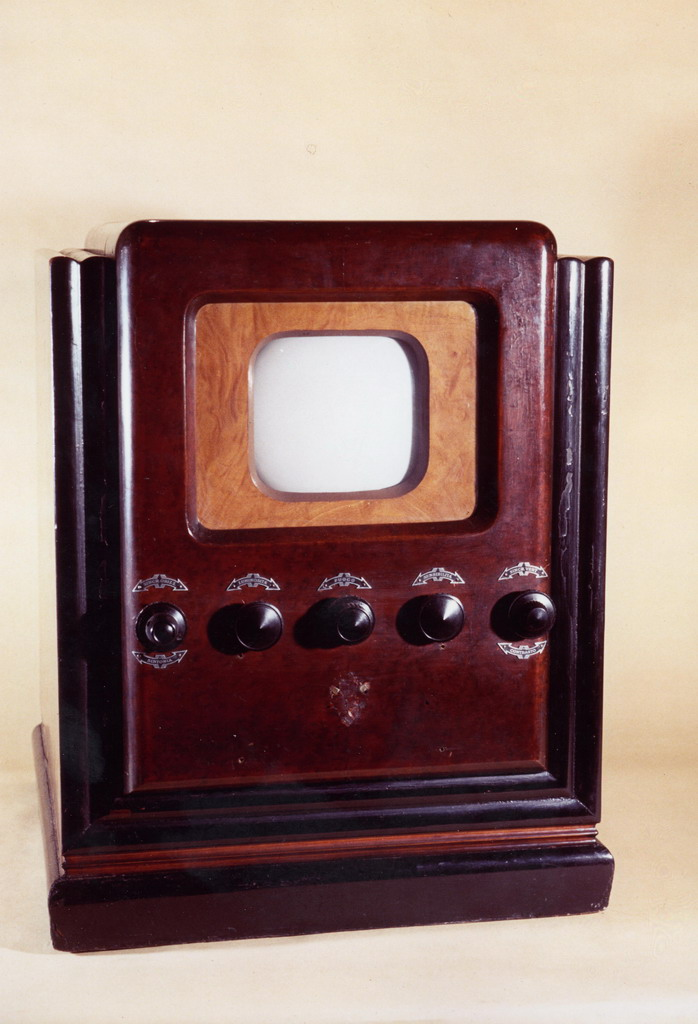
Fernsehgerät Typ RV 175 von Magneti Marelli (Italien, 1938)
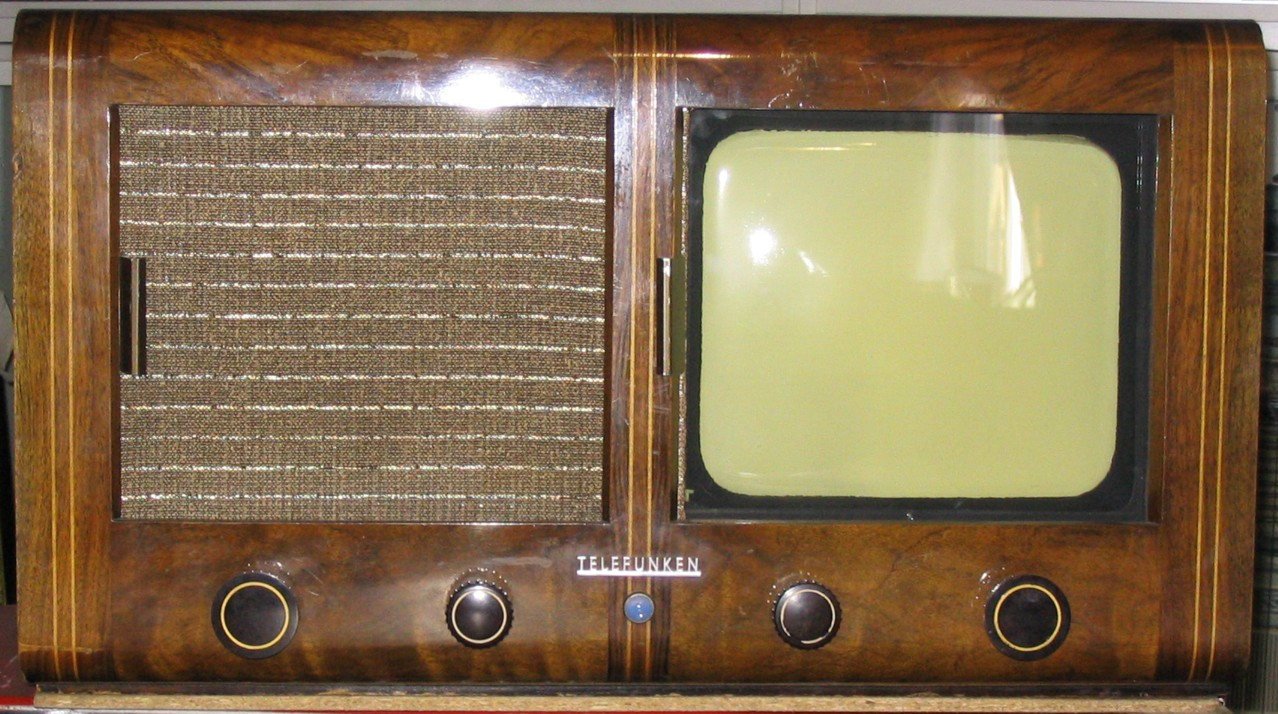
Deutscher Einheits-Fernseh-Empfänger E 1 (1939)
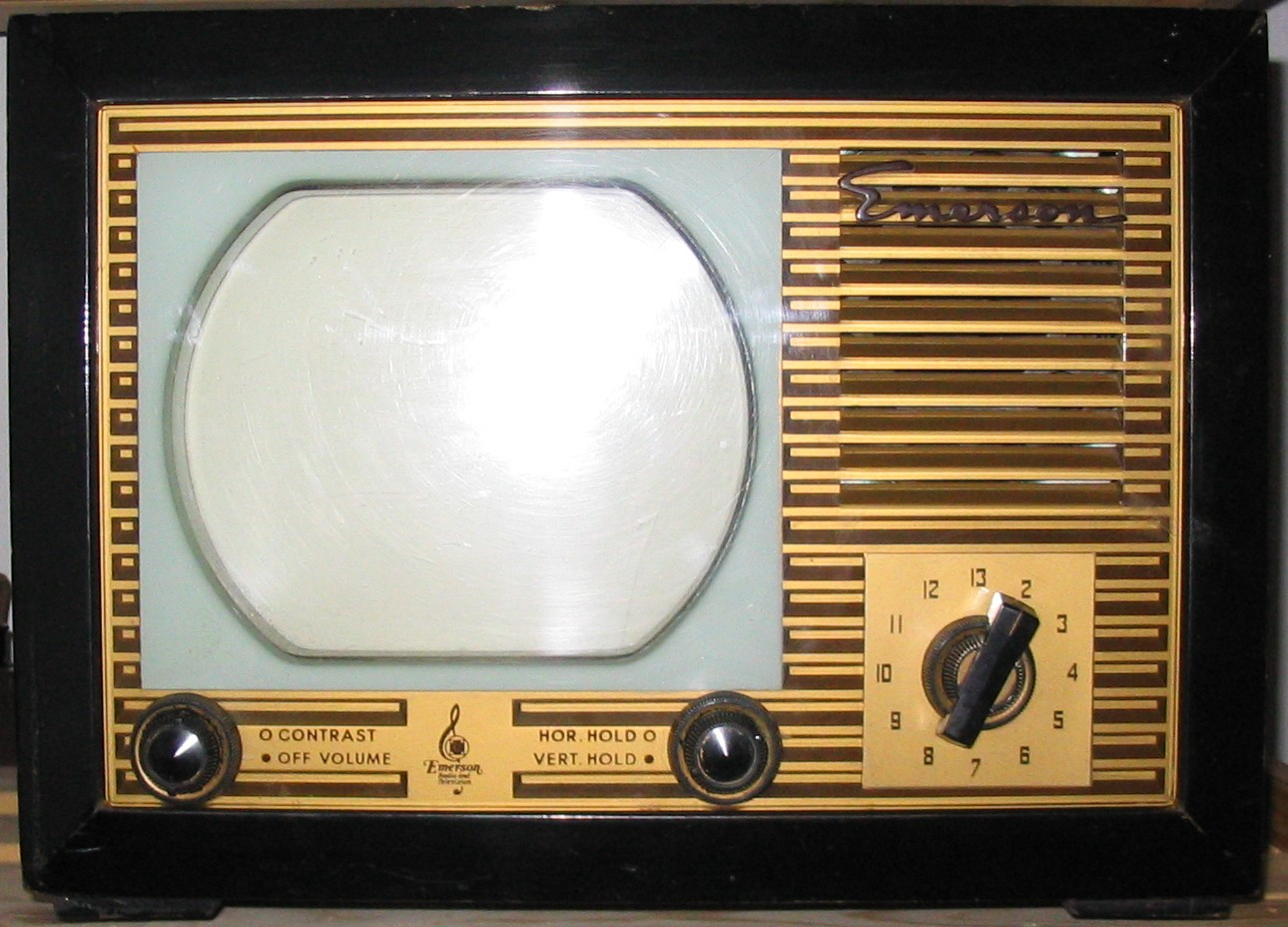
Fernsehgerät Typ Emerson 610 (USA, 1949)
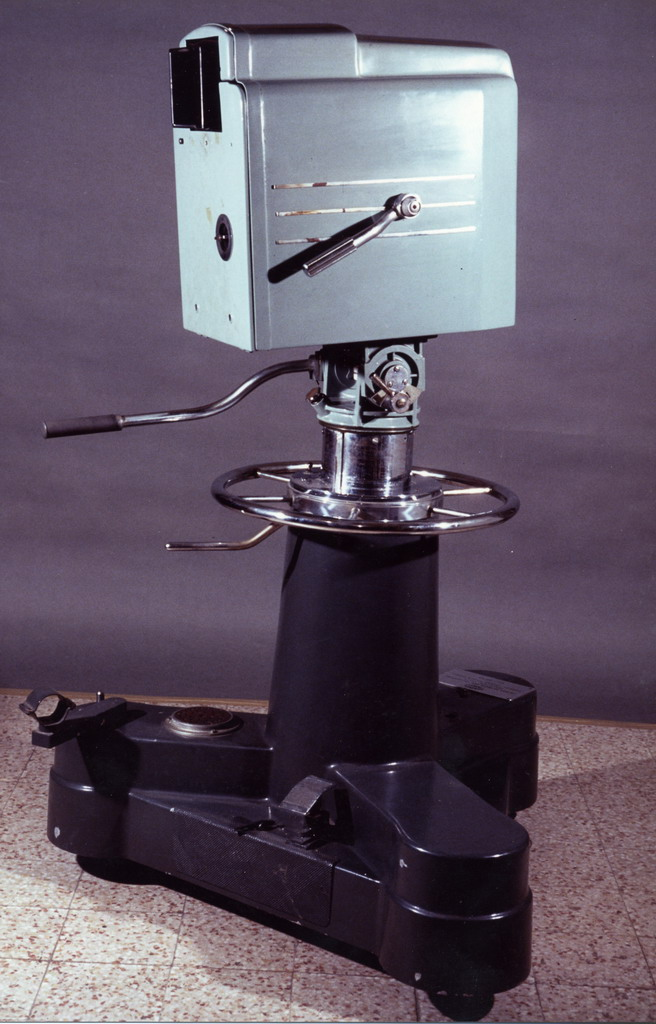
Aufnahmekamera für Fernsehstudios (Italien, 1938/39)

## Wiedergabemöglichkeiten
Die Wiedergabe der Bilder beim Fernsehgerät erfolgt auf einem Bildschirm. Die Nutzung von Videoprojektoren als Fernsehapparat (als „Heimkino“) ist eine weitere Möglichkeit. Mit einer TV-Karte kann der Monitor des Computers auch als Fernsehgerät genutzt werden. Außerdem gibt es Übertragungsmöglichkeiten via Internet und über Breitbandkabel, bei denen der Computer als Empfangsgerät dient.
Der neben dem Bildwiedergabesystem wichtigste Teil eines Fernsehgerätes ist der Tuner, der die analogen oder digitalen Hochfrequenzsignale aus dem Kabelanschluss, der Antenne oder dem Satelliteingang in ein Videosignal umwandelt. Für den Anschluss von anderen Videosystemen (zum Beispiel DVD-Player, DVB-T-Tuner, Satelliten-Receiver) steht an europäischen Geräten meist eine SCART-Buchse zur Verfügung bzw. für Digitalsignale DVI- oder HDMI-Buchsen. Die Wiedergabe der Töne erfolgt über Lautsprecher, die auch außerhalb des Gerätes stehen können.
Am Anfang der Fernsehgeschichte standen Schwarz-Weiß-Geräte, die lediglich Graustufenbilder wiedergeben konnten, ehe die technische Entwicklung Farbfernsehgeräte ermöglichte. Mittlerweile geht der Trend zu Geräten, die auch hochauflösende Bilder (UHD) wiedergeben können.
Weltweit wurden für das analoge Fernsehen diverse unterschiedliche Fernsehnormen mit verschiedenen Bildauflösungen entwickelt, die mit Einzelbuchstaben von A bis N bezeichnet werden. Die grundlegenden verschiedenen Farbübertragungsnormen sind PAL, SECAM und NTSC. Im deutschsprachigen Raum wurden im Jahr 2012 nur noch im analogen Kabelfernsehen die Fernsehnormen B für VHF-Sender und G für UHF-Sender sowie der PAL-Standard für die Farbübertragung verwendet, entsprechend spricht man von PAL-B/G. Beim Digitalfernsehen sind diese Normunterschiede außer der Bildauflösung nicht mehr von Bedeutung.
Bei den sogenannten 100-Hz-Fernsehgeräten wird das erste Halbbild jedes Bildes gespeichert und dann erst mit dem zweiten Halbbild zusammen dargestellt; danach werden beide nochmals wiederholt, während bereits das erste Halbbild des nächsten Bildes empfangen wird. Im Ergebnis wird jedes Bild zweimal gezeigt. Dadurch verschwindet das Bildflimmern subjektiv vollständig. Bei schnell bewegten Bildern ist jedoch eine recht aufwändige digitale Nachbearbeitung der Bilder im Gerät nötig (sogenanntes Deinterlacing), um Artefakte durch den veränderten Zeitablauf der Bilddarstellung zu vermeiden. 
Bedient wird der Fernsehapparat heutzutage fast ausschließlich über eine IR-Fernbedienung. Mit einem häufig vorhandenen Hotelmodus lassen sich bestimmte Einstellmöglichkeiten blockieren.
Seit den späten 1970er Jahren diente das Fernsehgerät nicht mehr ausschließlich dem Fernsehen. Mit der schrittweisen Markteinführung der neuen Medien, wobei Videorekorder und DVD-Recorder den größten Bekanntheitsgrad haben, wurde der Fernsehapparat auch zu einem Bildschirm für externe Medien.

## Typen von Fernsehgeräten

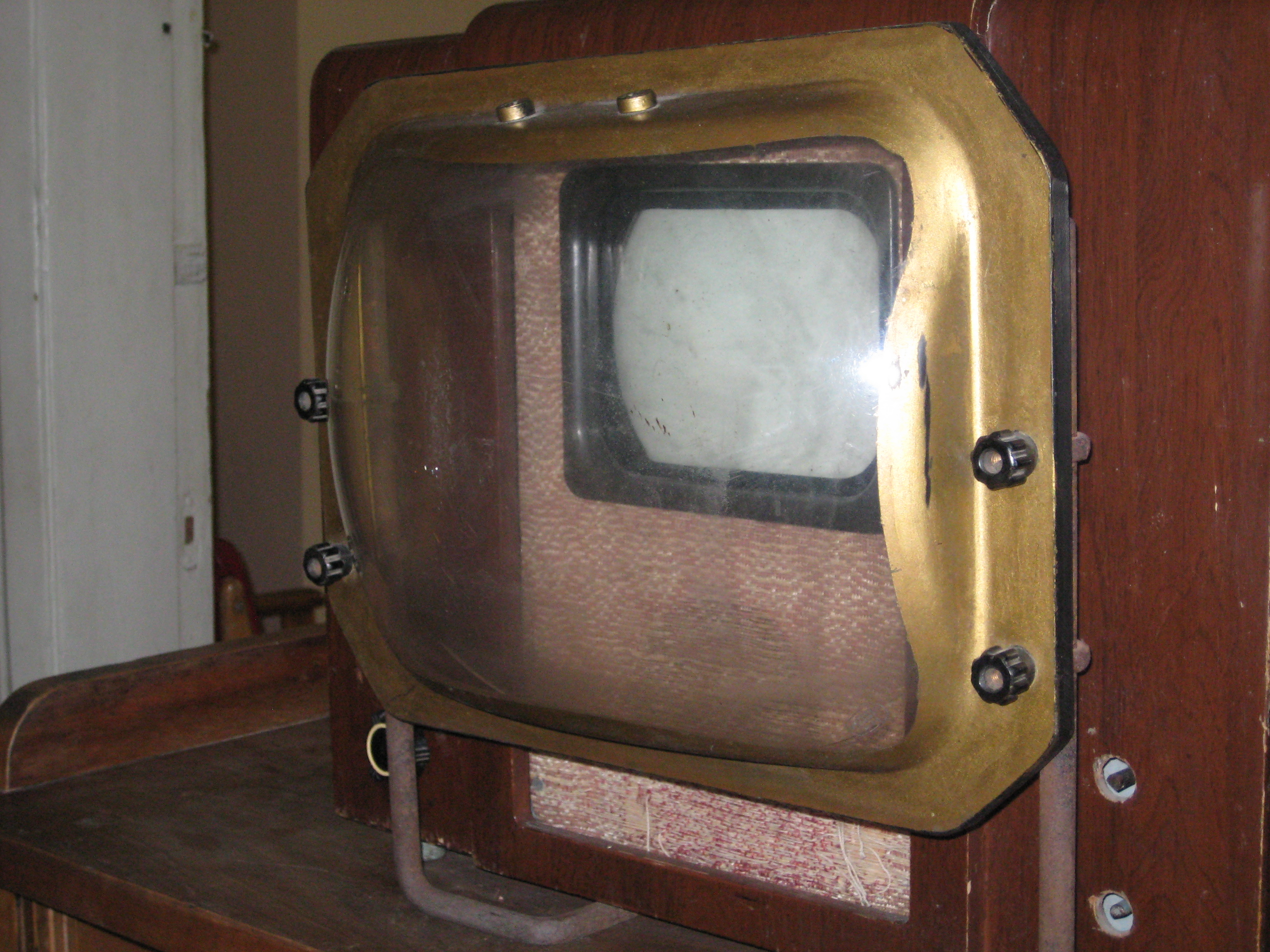
Historisches sowjetisches Fernsehgerät vom Typ KVN-49 im Boris-Pasternak-Museum in Peredelkino

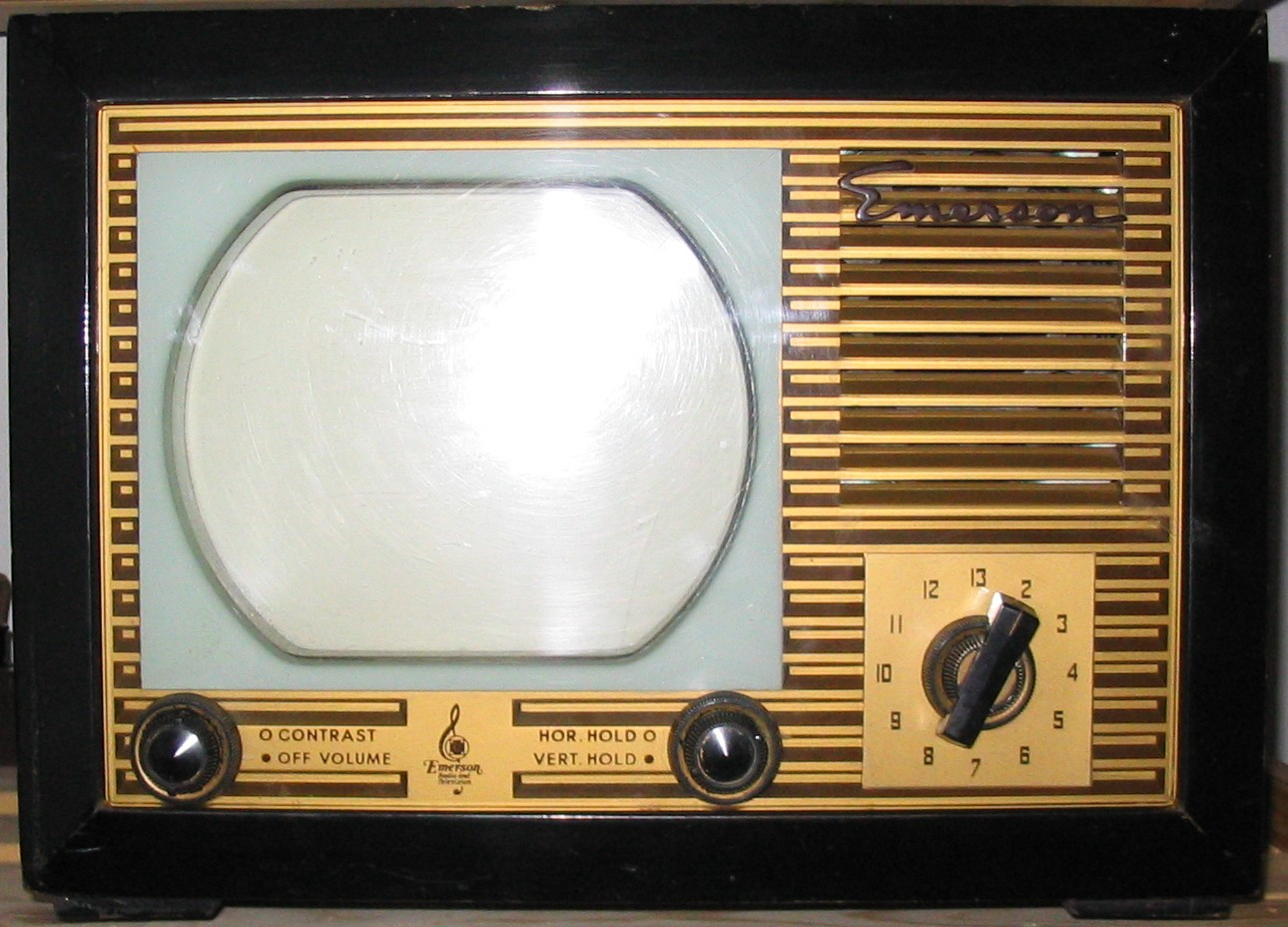
Fernsehgerät mit elektrostatischer Ablenkung (Bildröhre: 7JP4): Emerson 610 (USA) aus dem Jahr 1949

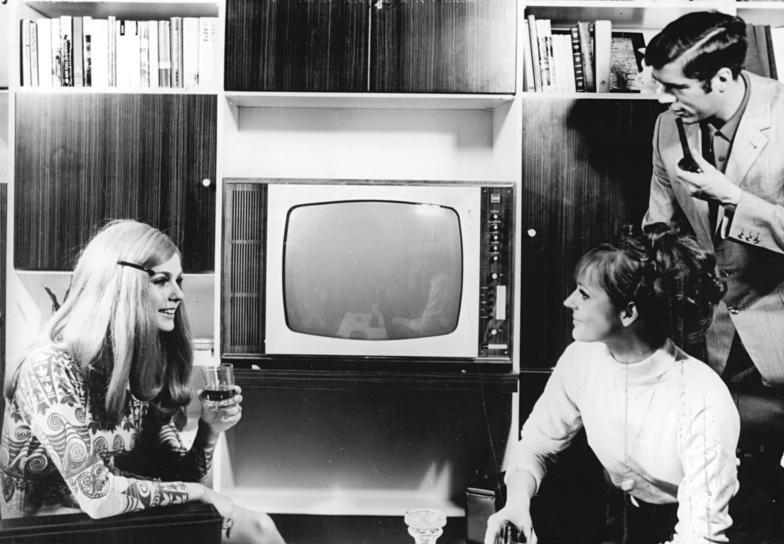
Farbfernsehgerät „Color 20“
VEB Fernsehgerätewerk Staßfurt, DDR 1969

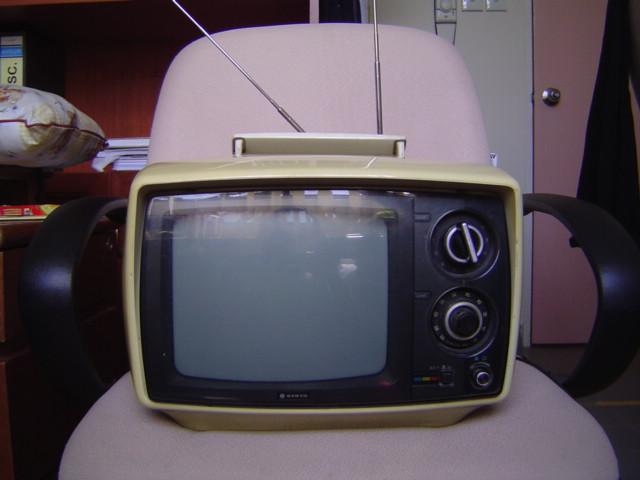
Früher Transistorfernsehapparat (tragbar), ohne Stationstasten

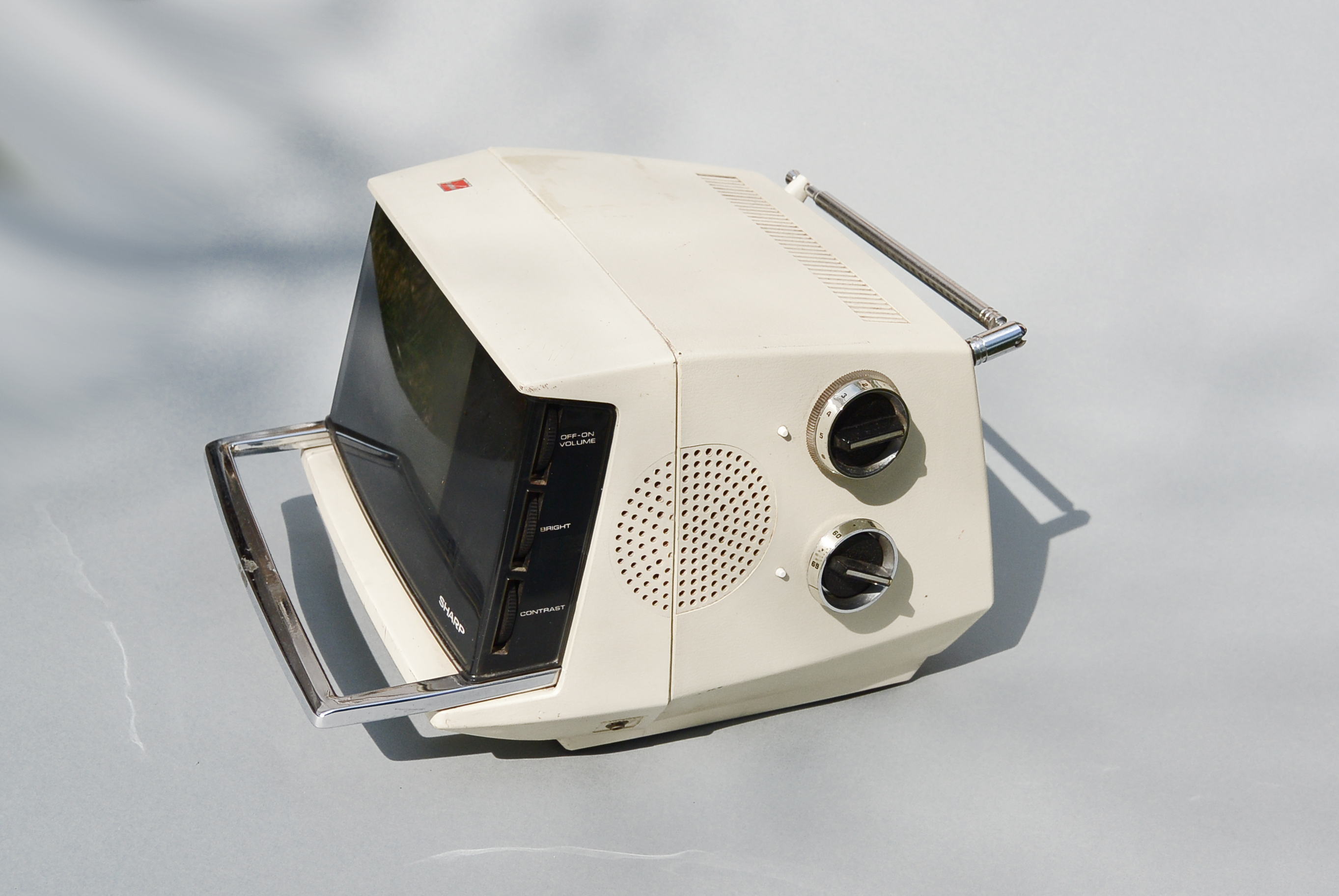
Tragbarer Fernseher von Sharp

Neben den nachfolgend detailliert beschriebenen Röhrenfernsehgeräten sowie Flachbild-Fernsehgeräten werden weitere Anzeigetechniken für Fernsehgeräte eingesetzt.
- Rückprojektionsbildschirm
- Videoprojektor
- Mittels TV-Karte kann auch der Computer zum Fernsehgerät werden und damit der notwendige Bildschirm zur Anzeige genutzt werden. In neuerer Anwendung ist das über das Internet übertragene Fernsehsignal letztlich eine Variante der Computernutzung im Sinne eines Fernsehgeräts.
- Laser-TV

### Röhrengeräte
Bis in die 2000er Jahre wurde unter dem Begriff „Fernsehgerät“ grundsätzlich ein Röhrengerät verstanden, wobei sich der Begriff Röhre hier auf das Hauptbauteil, die Bildröhre bezieht. Diese ist ihrer Konstruktion nach eine Braunsche Röhre, benannt nach ihrem Erfinder Karl Ferdinand Braun. Diese Röhre besteht aus einem unter Vakuum stehenden, trichterförmigen Glasbehälter, in dem je nach der gewünschten Helligkeit eines Bildpunktes mehr oder weniger Elektronen von der Kathode im hinten liegenden Bildröhrenhals nach vorn zur Anode (dem eigentlichen Bildschirm) hin beschleunigt werden und die dort aufgebrachte Leuchtschicht erregen.
Die Hochspannung an der Anode wird in der Regel aus dem Zeilengenerator gewonnen und durch den Zeilentrafo auf je nach Bildschirmgröße 6000 bis 33.000 Volt hochtransformiert. Die Bildröhre wirkt mit ihrer inneren und äußeren Aquadag-Beschichtung als großer Kondensator und behält die Hochspannung noch einige Zeit nach dem Abschalten des Gerätes und kann damit eine Gefahr darstellen. Aufgrund der geringen Leistung ist diese Spannung für Menschen im Allgemeinen nicht tödlich; es kommt aber bei einer Berührung zu schreckhaften starken Muskelbewegungen, die sekundär körperlichen Schaden und Sachschaden nach sich ziehen können. Deshalb sollten Arbeiten im Inneren von Röhrenfernsehgeräten grundsätzlich nur von geschultem Personal durchgeführt werden.
Ein beheiztes Metallröhrchen dient in der Bildröhre als Glühkathode. Von dieser werden durch ein mit 400 bis 1000 Volt positiv geladenes Gitter (G2) (positiv bedeutet Elektronenmangel) Elektronen punktförmig losgerissen. Ein leicht negativ geladener Zylinder (Wehneltzylinder) ermöglicht eine Steuerung der Elektronenmenge, was einer Steuerung der Bildpunkthelligkeit entspricht. Ein weiteres elektrostatisches Linsensystem (3 bis 4 kV) regelt den Fokus (Größe und Schärfe des Bildpunkts). Insgesamt ähnelt das kompakte Bildröhren-Elektronen-System stark einem optischen Linsensystem mit einer Iris und einer Lichtquelle.
Ohne eine weitere Ablenkvorkehrung würde der Elektronenstrahl durch die Bildschirmanode in Richtung Bildschirmmitte beschleunigt, in der an der Bildschirmrückseite aufgetragenen Leuchtstoffschicht („Phosphor“) lediglich einen einzigen hellen Bildpunkt hinterlassen – und die Schicht sofort durch einen Einbrennpunkt schädigen. Durch zwei am Bildröhrenhals 90 Grad versetzt angeordnete Ablenkeinheiten wird der Elektronenstrahl in der gewünschten Zeilenzahl und Bildfrequenz mittels zweier sägezahnförmiger Ablenksignale über den Bildschirm geführt. Normalerweise wird der Elektronenstrahl zeilenweise von links nach rechts und oben nach unten über den Bildschirm gefahren und ergibt so aus den unterschiedlichen Helligkeiten das Bild. Die Wiederholrate eines kompletten Vorgangs (zum Beispiel des Bildaufbaus) wird in Hertz (Hz) angegeben (Beispiel: 100 Hz = 100-mal pro Sekunde). Die horizontale Ablenkung ist in der Regel im Zeilentransformator mit der Hochspannungserzeugung gekoppelt. Bei einem Ausfall bleibt so durch Wegfall der Bildröhren-Anodenhochspannung ein schädigender Einbrennfleck aus; bei Ausfall der vertikalen Ablenkeinheit entsteht auf dem Bildschirm der charakteristische horizontale helle Strich.
In der Frühzeit des Fernsehens (1930er und 1940er Jahre) wurde die elektrostatische Bildablenkung verwendet. Hier befinden sich zwei in einem Winkel von 90 Grad gegeneinander versetzte Kondensatorplatten im Hals der Bildröhre, zwischen denen sich bei Anlegen einer hohen Spannung ein elektrostatisches Feld aufbaut, welches den Elektronenstrahl ablenkt. Da – mit annehmbaren Ablenkspannungen – so nur maximale Ablenkwinkel von etwa 40 Grad erzielbar sind, und die Röhren dadurch eine erhebliche Einbautiefe erforderten, hatte sich später die elektromagnetische Ablenkung mit Ablenkspulen durchgesetzt, mit der Ablenkwinkel von über 110 Grad möglich sind.
Bei Farbfernsehgeräten gibt es drei leicht gegeneinander versetzte Kathoden für die drei Grundfarben Rot, Grün und Blau. Eine Maske in Form eines feinen Metallgitters knapp hinter der Mattscheibe sorgt in diesem Fall dafür, dass die Elektronen von jeder Kathode nur auf Fluoreszenzpunkte „ihrer“ Farbe treffen können. Die übrigen Elektronen bleiben in der Maske hängen. Da die meisten Elektronen daher den Bildschirm nie erreichen, muss die Beschleunigungsspannung in einem Farbfernsehgerät bei gleicher Bildhelligkeit viel höher sein als in einem Schwarz-Weiß-Gerät. Die fluoreszierende Schicht besteht in diesem Fall aus nebeneinanderliegenden kleinen Punkten oder Streifen der drei Grundfarben. Diese Elemente sind leicht zu erkennen, wenn man den Bildschirm aus kurzer Distanz betrachtet.

### Flachbildgeräte
Die konventionellen Röhrenfernsehgeräte wurden in den 2000er Jahren zunehmend von Flachbild-Fernsehgeräten (Plasma- und LCD-Technologien) abgelöst. Diese basieren auf den auch anderweitig eingesetzten Flachbildschirmen.
Im Jahr 2006 wurden in Deutschland erstmals mehr Flachbildgeräte verkauft als konventionelle Röhrengeräte. Weltweit wurden 2007 erstmals mehr Flachbildfernsehapparate als Röhrengeräte verkauft.
Um HD-ready-konform zu sein, sind mindestens 720 Bildzeilen nötig. HDTV ist die weltweit eingeführte Norm für hochauflösendes Fernsehen. Sie ist zum Beispiel in Nordamerika und Ostasien recht verbreitet. HDTV-fähige Röhrenfernsehgeräte gab es in Deutschland von JVC, Philips und Samsung. 2008 hatten fast alle Hersteller die Produktion von Röhrenfernsehern eingestellt; Philips galt als der letzte europäische Hersteller (bis 2011).
Die Bildqualität und die korrekte Bildjustierung von Fernsehgeräten lassen sich mithilfe von Testbildern beurteilen.

#### Techniken
Unterteilt nach der verwendeten Technologie für den Flachbildschirm unterscheidet man
- PDP-Fernsehgeräte (englisch Plasma Display Panel) mit Plasmabildschirmen
- LCD-Fernsehgeräte mit Flüssigkristallbildschirmen (LCD) mit traditioneller Leuchtröhren-Hintergrundbeleuchtung.
- LED-Fernsehgeräte – fälschliche Bezeichnung für LC-Bildschirme mit LED-Hintergrundbeleuchtung zur Optimierung von Bild und Stromverbrauch. Mini-LED ist die neuste Entwicklung von Flachbildfernseherhersteller. Durch Mini-LED wird der Kontrast verbessert, denn die vielen minimen LEDs hinter dem Bildschirm leuchten nur an ausgewählten Stellen mit voller Kraft, wo auch das Bild hell sein soll.[4]
- OLED-Fernsehgeräte mit OLED-Bildschirmen[5][6]
- SED-Fernsehgeräte mit Surface-Conduction-Electron-Emitter-Displays. Sie vereinen die Vorteile von Plasma (selbstleuchtend, echtes Schwarz, trägheitslos) und LCD (niedriger Energiebedarf), ohne deren Nachteile zu übernehmen. Jeder Bildpunkt besteht aus einer winzigen Elektronenquelle mit einer Beschleunigereinheit, was aber Röntgenstrahlung verursacht. Zu einer Markteinführung kam es nicht.
- FED-Fernsehgeräte mit Feldemissionsbildschirmen. Verwandt mit SED. Die Entwicklung wurde wegen fehlender Mittel eingestellt.

#### Vorteile
- Der Hauptvorteil der Flachbildtechnik ist die wesentlich geringere Gerätetiefe von wenigen Zentimetern, die unabhängig von der Bildschirmgröße ist. Dagegen brauchen Röhrenfernseher bei größerem Bildschirm eine Bautiefe von bis zu 60 Zentimetern.
- Das beim „Röhrenfernsehen“ zur Vermeidung des Zeilenflimmerns verwendete Zeilensprungverfahren ist bei Flachbildfernsehgeräten nicht mehr erforderlich. Flachbildfernsehgeräte „schreiben“ Bilder im Vollbildverfahren. Im Zeilensprungverfahren vorliegendes Videomaterial wird daher vor einer Darstellung am Flachbildschirm digital auf Vollbilddarstellung (progressive scan) umgerechnet. Daraus entstehen gelegentlich Darstellungsprobleme (Kammeffekte).
- Moderne Flachbildfernsehgeräte treiben einen hohen Rechenaufwand zur digitalen Bildverbesserung; bei niedrigpreisigen Geräten ist die Bildqualität aus demselben Grund etwas geringer.
- Eine Verbesserung der Bildqualität bringt bei modernen Flachbildfernsehgeräten eine Steigerung der Bildwechselfrequenz von 50 Hertz (50 Halbbilder im Zeilensprungverfahren ergeben 25 Vollbilder) auf 100 Hertz, 200 Hertz oder eine noch höhere Frequenz.
- Digitale Gerätetechnik bietet zahlreiche Möglichkeiten zur Steigerung des Gebrauchswerts. So kann beispielsweise das störende Umgebungslicht bei LCD-Fernsehgeräten mit einem Sensor im Bildschirmrahmen gemessen und zur Nachsteuerung der Bildverstärker genutzt werden und so zur Bildverbesserung (Erhöhung des Kontrasts) beitragen. Röhrengeräte eignen sich nicht für solche Manipulationen und wurden auch wegen des mit der Röhrentechnik verbundenen Aufwandes nicht mit derartigen Features ausgestattet.
- Plasmatechnik eignet sich hingegen besonders für großformatige Flachbildschirme. Plasmafernseher beherrschen kurze Pixel-Umschaltzeiten besser als LCD-TVs. Daher können (Stand 201x) Plasma-3D-Bildschirme die räumlichen 120-Hz-3D-Videosignale wie bei 3D-Blu-ray-Discs mit deutlich weniger Links-rechts-Übersprechen (Ghosting) darstellen als 3D-LC-Bildschirme.
- Das niedrige Gewicht (welches ein direktes Montieren an Wänden ermöglicht) erfüllt die frühere Zukunftsvision eines Fernsehgeräts, „das wie ein Bild an die Wand gehängt werden kann“.
- Flachbildgeräte haben oftmals eine höhere darstellbare Bildauflösung und sind auch fähig, HDTV-Signale entgegenzunehmen, während das bei Röhrenapparaten bis zuletzt nur auf einige wenige Modelle zutraf.
- Vermeidung der Möglichkeit einer Implosion der Bildröhre und der damit verbundenen Brandgefahr.[7]

#### Nachteile
- Flachbildgeräte bieten weniger Resonanzraum für den Ton (genauer: die Lautsprechermembran des Tieftöners). Die Tonqualität vieler Geräte ist schlechter als die von Röhrenfernsehern mit guten Lautsprecher-Chassis.[8]
- LCD-Fernsehgeräte haben noch immer eine gewisse Abhängigkeit des Bildeindrucks (Helligkeit, Kontrast, Farbe) vom Winkel des Betrachters zum Fernsehgerät; Plasma-TVs hatten und haben dies nie.
- Bei vielen LC-Bildschirmen – insbesondere bei solchen mit Kaltkathodenlampe – lässt sich prinzipbedingt kein dem gewohnten Fernsehbild vergleichbarer Schwarzwert darstellen, daher ist statt echtem Schwarz (kein Licht) nur ein dunkles Grau (oft mit bläulichem Einschlag) möglich. Abhilfe wird durch LED-Hintergrundbeleuchtung geschaffen, die sich in den dunklen Bildbereichen dimmen oder abschalten lässt.
- Geringere Lebensdauer. Einzelne Fernsehtechniker glauben, dass manche Hersteller die Lebensdauer von Flachbildfernsehern künstlich auf unter 10.000 Betriebsstunden beschränken (Geplante Obsoleszenz).[9]

#### Ehemalige Nachteile
Bis etwa 2007 hatten die meisten Flachbildschirme gegenüber konventionellen Röhrenmonitoren einige Nachteile:
- Bei schnell bewegten Bildern zeigten LC-Bildschirme (nicht jedoch Plasma-Bildschirme) Verwischungen, die als Nachzieheffekte oder Bewegungsartefakte, bisweilen als Kometenschweif bezeichnet werden. Das lag an gegenüber Kathodenstrahlröhren hohen Pixel-Umschaltzeiten von mehr als 20 ms. Heutzutage sind Pixel-Reaktionszeiten von 2–8 ms üblich, damit ist das Problem nicht mehr gegeben.
- Helle stationäre Bildstellen wie Sender-Logos neigten – insbesondere bei Plasmabildschirmen – zum Einbrennen.
- Flachbildschirme haben ein festes Pixel-Raster (Bildauflösung; z. B. HD oder Full HD); bei Darstellung von Bildern, die von diesem Raster abweichen, muss eine Umrechnung (Skalierung) erfolgen. Früher kam es dabei zu Artefakten und Einbußen der Bildqualität. Die verbesserten Scalerchips haben eine höhere Rechenleistung.
- Plasmabildschirme verbrauchten früher im Verhältnis zur LCD-Technik sehr viel Strom.

## Besondere Technologien

### 100-Hz-Röhrenfernseher
Durch fallende Preise für Speicherbausteine (RAM) konnten ab zirka 1988 100-Hz-Fernsehgeräte zu einem akzeptablen Preis angeboten werden. Durch Zwischenspeichern eines Video-Halbbildes und Auslesen der Bildinformation in doppelter Geschwindigkeit (100 Hertz anstatt 50 Hertz) war es möglich, das bei normalen Fernsehgeräten problematische unruhige Flimmern des Bildes zu eliminieren (siehe auch: 100-Hz-Technik). Allerdings war der Preis für das jetzt flimmerfreie 100-Hz-Bild die in allen derartigen Fernsehempfängern erforderliche aufwändige Deinterlacing-Technik, da das Zeilensprungverfahren nun nicht mehr analog auf der Leuchtstoffschicht der Bildröhre sowie im Auge des Betrachters angewandt werden konnte.

### 100-, 200- und 600-Hz-Flachbildfernseher
Die 100-Hz-Technologie, die bei Flachbildfernsehern zum Einsatz kommt, unterscheidet sich trotz identischer Bezeichnung grundlegend von der bei Röhrengeräten: Ein Prozessor im Gerät errechnet zusätzliche Zwischenbilder, so dass schließlich bis zu 100 Bilder pro Sekunde (bei 100-Hz-Technik und Eingangssignalen mit 25 Bildern pro Sekunde) dargestellt werden (siehe hierzu auch Motion-Interpolation). Dies soll insbesondere bei schnellen Bewegungen im Bild (beispielsweise bei Sportübertragungen oder Actionszenen) für glattere Bewegungsabläufe sorgen. Analog funktioniert die 200-Hz-Technologie, die die Vorteile der 100-Hz-Technologie noch steigern soll. Kritisiert wird bei diesen Technologien jedoch, dass es bei der Zwischenbildberechnung zu Bildfehlern in Form von Artefakten und Bildzittern kommen kann. Zudem wird die Bewegungsglättung von einigen Betrachtern als unnatürlich empfunden (sogenannter „Soap-Opera-Effekt“).
Einige Hersteller bieten Plasmafernsehgeräte mit 600-Hz-Technologie an, dabei handelt es sich jedoch nicht um eine „Echtbildfrequenz“ von 600 Hz. Stattdessen wird zwischen den Bildern (ursprünglichen und zusätzlich berechneten) noch ein schwarzes Bild eingefügt und so die Anzahl von 600 „Bildern“ pro Sekunde erreicht.

### Digitale Bildsignalverbesserung
Standard Elektrik Lorenz (SEL) präsentierte im Herbst 1983 neuartige digitale Fernsehgeräte unter der Bezeichnung „Digivision“. Nach einer Idee des jugoslawischen Ingenieurs Lubo Micic hatte dazu Intermetall Freiburg in 10-jähriger Entwicklungsarbeit neuartige integrierte Schaltkreise entwickelt, die erstmals eine voll digitale Bildbearbeitung im Fernsehgerät ermöglichten. Dazu wurde ein analog empfangenes Videosignal im Fernsehgerät digitalisiert, digital verbessert, und anschließend zur Ausgabe über die weiterhin analoge Bildröhre wieder in ein Analogsignal umgewandelt. Neben einer digitalen Bildverbesserung war so auch ein digitales Einstellen verschiedener weiterer Parameter eines Fernsehgeräts wie Bildgeometrie oder Farbwiedergabe möglich. Das Konzept sollte vor allem eine über die gesamte Lebensdauer des Gerätes konstante Bildqualität gewährleisten.
Da der Empfangsweg weiterhin analog und somit fehleranfällig sowie Ressourcen verschwendend war, wurde zu dieser Zeit intensiv über eine Digitalisierung des Empfangsweges nachgedacht.

### Digitaler Fernsehempfang
Erste Schritte auf dem Weg zu digitalem Fernsehempfang waren TV-SAT und D2-MAC. Bei diesem europäischen 16:9-Format wurde das Bild noch analog, der Ton aber schon digital mehrkanalig übertragen. Wegen relativ geringer Verbreitung der Empfangsgeräte und hoher Zusatzkosten bei der Produktion und Sendung über Satellit lief die Verbreitung nach einer Versuchsphase auch mit der hochaufgelösten Variante HD-MAC Mitte der 1990er Jahre allmählich aus.
Die Digitalisierung des Fernsehens erfolgte seit diesem Zeitpunkt in zwei parallelen getrennten Bereichen.
1. Digitalisierung des Empfangsweges (DVB oder IP)
2. Digitalisierung der Bildausgabe (Flachbildschirm)

Fernsehgeräte mit digitaler Verarbeitung wie auch (digitale) Flachdisplays gelten als Standard. Volldigitale Fernsehgeräte – sie haben neben digitalem Empfang und digitaler interner Verarbeitung ein digitales Display – werden IDTV genannt.

### Hochauflösendes Fernsehen
Seit Mitte der 2000er Jahre finden höher auflösende Flachbildschirme für den Fernsehempfang zunehmend Verbreitung. Voraussetzung für den Genuss schärferer Bilder sind HD-fähige Geräte (Receiver, Recorder, Player) sowie in HD produziertes Programmmaterial. Die meisten neueren Flachbildschirme bieten bereits eingebaute Empfangsteile für digitalen Fernsehempfang von HDTV-Sendern. Ergänzt wird die Heimanlage meist mit einem Blu-Ray-Player, der im Allgemeinen auch DVDs in besserer Qualität wiedergeben kann.

### 3D-Fernsehen

#### Vorläufer
Bereits seit den 1950er Jahren gibt es in den Kinos 3D-Filme. Hintergrund der Entwicklung war die zunehmende Beliebtheit des häuslichen Fernsehens. Die Filmindustrie suchte nach Innovationen, um die Attraktivität des Kinos für die Zuschauer wieder zu steigern. Hierfür wurden Polarisations- oder farbanaglyphe Verfahren verwendet. Erst mit dem Aufkommen des Farbfernsehens konnte das farbanaglyphe Verfahren auf das Fernsehen übertragen werden. In den 1980er Jahren wurde das Verfahren für experimentelle 3D-Sendungen in den dritten TV-Programmen eingesetzt. Die geringe Bandbreite des analogen PAL-TV-Farbkanals verringerte aber die notwendige Auflösung und Schärfe des empfangenen 3D-Bildes so stark, dass kein befriedigender Raumeindruck zustande kam und die Versuche eingestellt wurden.

#### Technik

Funktionsweise der aktiven 3D-Technologie

Fernsehgerätehersteller arbeiteten an 3D-Wiedergabe-Geräten für das Heimkino unter Verwendung der digitalen „High-Definition“-Technologie mit der Blu-ray Disc als Datenträger. Anfang 2010 brachten mehrere Unternehmen Fernsehgeräte und Video-Projektoren auf den Markt, mit denen man zu Hause digitale 3D-Filme anschauen kann. Hierfür wird eine aktive 3D-LCD-Shutterbrille benötigt, die sich mit dem schnellen Bildwechsel-Takt des 3D-Bildschirms (100 bzw. 120 Hz) mittels Infrarot- oder Funksignalen synchronisiert. Einige Anbieter boten Endgeräte mit passiven Polarisationsbrillen an. Auf der IFA 2010 wurde ein kinoleinwandgroßes aus LED-Arrays bestehendes Display präsentiert, das mittels spezieller Folien zirkular polarisiert war.
Ebenfalls auf der IFA 2010 zeigten mehrere Hersteller 3D-Bildschirme, für die keine speziellen Brillen notwendig sind, sogenannte autostereoskopische Displays. Dazu ist der Schirm – wie bei Wackelbildern – mit senkrechten Streifen von Mikroprismen versehen, so dass verschiedene Bilder die beiden Augen erreichen. Dazu muss der Betrachter allerdings still sitzen; jede Bewegung kann den Eindruck stören. Einige Anbieter können nicht nur eine Sichtachse, sondern mehrere bedienen. Auf der Fachmesse CES in Las Vegas im Januar 2011 haben drei Unternehmen kommerziell verfügbare, autostereoskopische 3D-Bildschirme präsentiert. Einige dieser präsentierten Geräte konnten bis zu sieben Sichtachsen gleichzeitig mit 3D-Bildern „bedienen“. Die ersten kommerziellen Einsätze lagen insbesondere im Bereich von Außenwerbung, d. h. Digital Signage, Gaming sowie anspruchsvollen PC-Anwendungen wie CAD. Die Bildschirmgröße variierte dabei zwischen 56 cm (18 Zoll) und 165 cm (65 Zoll). Seit Juli 2012 war mit dem Toshiba 55 Zl2g der erste Fernseher mit dieser brillenlosen 3D-Technologie als Großseriengerät auch außerhalb Japans erhältlich. Die Bilddiagonale beträgt 140 cm (55 Zoll); die Auflösung „4K“ (viermal mehr Bildpunkte als Full HD).
Eine brillenlose 3D-Technik – Autostereoskopie – kommt wie bei ersten 3D-Videokameras (Fujifilm, Sony) bei der tragbaren Videospielkonsole Nintendo 3DS zum Einsatz, die laut Herstellerangabe das Anschauen von 3D-Filmen auf dem handtellergroßen Bildschirm ermöglichen soll. Der Hersteller sprach vorsorglich eine Gesundheitswarnung für Kinder unter sechs Jahren und ältere Personen aus. Einige Augenärzte äußerten, es gebe keine wissenschaftlichen Belege für eine schädliche Wirkung von 3D-Darstellungen.
Einige der angebotenen 3D-Fernseher und 3D-Blu-ray-Player können 2D-Fernsehbilder in Echtzeit in 3D umrechnen. Das Verfahren basiert z. B. darauf, dass das Gerät erkennt, worauf die Kamera während der Aufnahme scharfgestellt war. Der 3D-Eindruck ist nicht mit dem von in digitalem Stereo-3D gedrehten Kinofilmen vergleichbar. So ist der 3D-Effekt bspw. nach hinten beschränkt, und das Geschehen scheint sich eher in verschiedenen Bildebenen abzuspielen, anstatt stufenlos räumlich zu wirken.

#### Verträglichkeit
Die Hersteller von Fernsehgeräten warnen in ihren Gebrauchsanleitungen vor dem übermäßigen Konsum von 3D-Filmen. Das korrespondiert mit der Empfehlung von Ärzten, dass Kinder unter zehn Jahren nach Möglichkeit keine, Kinder im Schulalter nicht länger als etwa eine halbe Stunde 3D-Filme sehen sollten, weil sich bei ihnen der Sehsinn erst entwickelt. Ärzte befürchten bleibende Schäden im räumlichen Wahrnehmungsvermögen. Besonders anfällig sind demnach Kinder mit Sehfehlern wie Schielen. Weitere Folgen übermäßigen 3D-Konsums können Unwohlsein und Übelkeit, in Einzelfällen sogar ein epileptischer Anfall bei Modellen mit aktiver 3D-Technik (Shutterbrille) sein.

#### Quellmaterial
Als Zuspieler für 3D-Material gibt es 3D-Blu-Ray-Player, digitale Sat-Receiver und Multimedia-Player. Alle Sat-Receiver können das ausgestrahlte 3D-Signal wiedergeben, da diese im SBS(Side-by-Side)-Verfahren arbeiten. Aktuelle Multimedia-Festplatten geben 3D-Blu-Ray-ISO-Dateien wieder; somit lassen sich Sicherheitskopien von 3D-Blu-Ray-Scheiben problemlos abspielen.

#### Verbreitung
Nach einem anfänglichen „Hype“ um 3D-Filme, der durch den Erfolg des Kinofilms Avatar – Aufbruch nach Pandora 2009 ausgelöst worden war, gingen die Verkaufszahlen der 3D-Fernseher schon ab 2012 wieder zurück. Laut dem amerikanischen Marktforschungsinstitut NPD machten 3D-fähige Fernseher 2012 noch 23 Prozent der Umsätze aus, 2016 nur noch acht Prozent. Mehrere TV-Hersteller hatten angekündigt, die Produktion von 3D-Fernsehern auslaufen zu lassen. So boten Samsung ab 2016 sowie LG und Sony ab 2017 keine 3D-Modelle mehr an. Mit Stand von Anfang 2018 waren 3D-Fernseher noch von mehreren traditionell auf den deutschen Markt ausgerichteten Herstellern und Marken wie Loewe, TechniSat und Metz erhältlich. Statt 3D sind andere neue Techniken wie Ultra HD und HDR in den Vordergrund getreten.

### Fernsehgerät als Medienzentrale und Internet-Anbindung
Im Zuge der fortschreitenden Digitalisierung der Technik wachsen Fernsehempfänger immer mehr in Richtung voll funktionsfähiger All-in-one-Computer. Für die meist asiatischen Hersteller konventioneller Fernseher bedeutet dies sinkende Umsätze und jahrelange Verluste in Folge.
Moderne Fernsehgeräte verfügen über Anschlüsse für USB-Speichergeräte und die gängigsten Speicherkarten und können von diesen Medien Daten wie im DivX-, Xvid-, MP4-, Nero-Digital- oder WMV9-Format wiedergeben. Daneben verfügen sie oft über einen Ethernet-Anschluss bzw. WLAN-Antennen, mit denen sich beispielsweise Videostreams empfangen und abspielen lassen.
Zur optionalen Tonausgabe verfügen moderne Geräte oft über einen zusätzlichen optischen oder koaxialen Digitalausgang. Mit entsprechenden Digitalkabeln können sie mit einem entsprechend ausgestatteten AV-Receiver verbunden werden, womit unter anderem Raumklang-Wiedergabe möglich ist.
Über WLAN wird oft eine Internet-Anbindung realisiert, die es erlaubt, beliebige Internetseiten mit einem integrierten Webbrowser aufzurufen oder verschiedene vom Fernsehgeräteanbieter zur Verfügung gestellte TV-Apps und Widgets zu nutzen. Diese Applikationen können auch für das Webradio, als Streaming-Client oder als DLNA-Client geeignet sein. Solche Fernsehgeräte, die zusehends interaktiver gestaltet und mit Internet-Funktionen ausgestattet sind, werden häufig unter dem Begriff Smart-TV geführt.
Es gibt einen deutlichen Trend zur Konvergenz der Technik von Fernsehempfängern und Personal Computern. Mit der VGA- und der HDMI-Schnittstelle lassen sich vorhandene Computer und moderne Fernsehgeräte miteinander verbinden.
Von der Seite der Personal Computer gibt es immer mehr Geräte, die in der All-in-one-Bauweise vom Design und durch die Media-Center-Software her „wohnzimmertauglich“ gemacht wurden und die auf diese Weise das komplette Funktionsspektrum eines Fernsehgeräts und eines PCs anbieten. Eine weitere Möglichkeit, Fernsehgeräte um Smart-TV-Funktionen zu erweitern, ist der Anschluss von sogenannten HDMI-Sticks über die vorhandene HDMI-Schnittstelle.

## Bildauflösung der einzelnen Gerätegenerationen im deutschsprachigen Raum
1. Beginn des Fernsehzeitalters in Deutschland mit der ersten Nachrichtensendung am 29. Oktober 1929. Auflösung 30 Zeilen bei 12,5 Bildern pro Sekunde.
2. Schwarz-weiß-Fernsehen: Erste offizielle Norm 1935 mit 180 Zeilen ohne Zeilensprungverfahren, ab 1937 bis 1945 mit 441 Zeilen im Zeilensprungverfahren.
3. Seit 1952 (Versuchssendungen) bis heute 625 Zeilen (Deutschland) in der sogenannten „Gerber-Norm“, was maximal 768 × 576 sichtbaren Punkten entspricht.
4. PAL-System: Erweiterung des Standards für Farbwiedergabe. Die Auflösung wird von 5 MHz herabgesetzt auf gut 3 MHz, um Raum zu schaffen für das Farbsignal. Eingeführt in Deutschland auf der Internationalen Funkausstellung Berlin (IFA) am 25. August 1967.

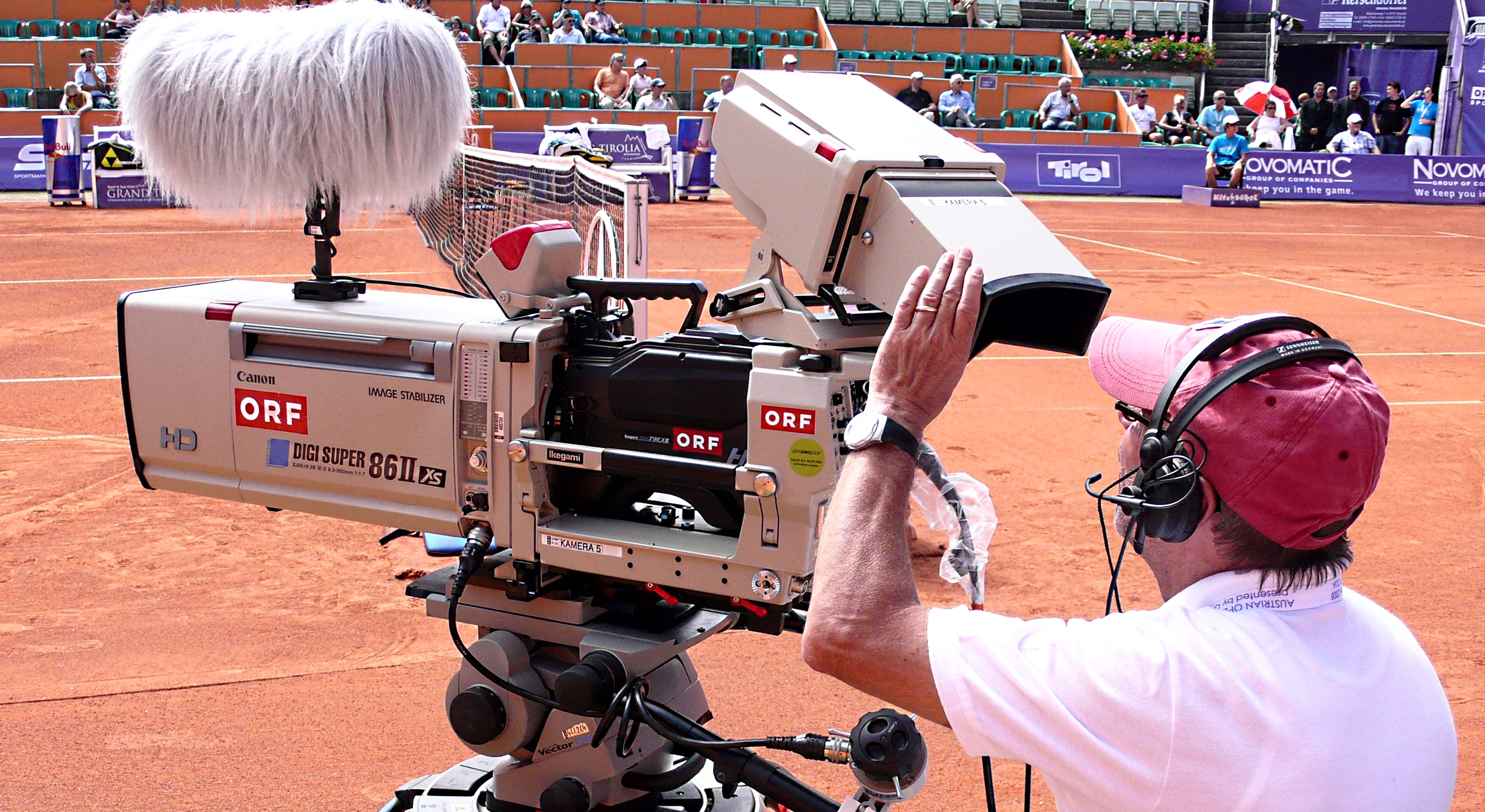
ORF-HD-Produktion Juli 2008 in Kitzbühel

1. Ab 1991 wurden in Deutschland erstmals Fernsehgeräte mit querformatigem Bildschirm (16:9) angeboten.
2. HDTV-System: Start des HDTV-Fernsehens am 26. Oktober 2005. Der Sender ProSieben in München strahlte sein Programm parallel zur Standard-Verbreitung zusätzlich (meistens hochskaliert von SD) in HDTV aus. Die Auflösung betrug maximal 1.920 × 1.080 Punkte, dieses Angebot wurde im Frühjahr 2008 wieder eingestellt. Der Bezahlsender Premiere strahlte ab der Fußball-Weltmeisterschaft 2006 in Deutschland ein regelmäßiges HDTV-Programm mit durchgehend „nativen“ HD-Inhalten (Original 1920 × 1080 Pixel) aus.
3. Am 3. Dezember 2007 startete das Schweizer Fernsehen (SF) HD suisse, einer der ersten öffentlich-rechtlichen Sender Europas, im Standard 720p.[30]
4. Das Erste Deutsche Fernsehen kündigte nach der Einstellung des von ProSieben ausgestrahlten Full-HDTV-Angebotes im Frühjahr 2008 einen HDTV-Start der öffentlich Rechtlichen in der durch die EBU für HDTV empfohlenen Norm 720p an.
5. Der Österreichische Rundfunk startete zur Fußball-Europameisterschaft in Österreich/Schweiz 2008, am Montag, den 2. Juni 2008 mit ORF1-HD einen regulären HDTV-Sendebetrieb mit 720p.[31]
6. Seit dem Start der Olympischen Winterspiele in Vancouver am 12. Februar 2010 (am 11. Februar wurde auf HD geschaltet) senden Das Erste und das ZDF ihr Programm parallel in 576i und 720p aus (native-HD-Anteil rund 25 Prozent).
7. Die Plus-X-Award-Night am 27. Mai 2010 wird erstmals in HDTV und Stereo-3D aufgenommen. Die Veranstaltung wird von Anixe HD europaweit und frei empfangbar ab 4. Juni nachts als räumliches HD-Erlebnis im „Side-by-side“-3D-Standard (zwei 3D-Teilbilder nebeneinander 2:1 komprimiert in einem HDTV-Kanal) ausgestrahlt.
8. Sky Deutschland (früher Premiere) zeigt ab Oktober 2010 3D-Fernsehen auf einem speziellen „3D-Event-Kanal“ im „Side-by-side“-3D-Standard, d. h. tagsüber frei empfangbare Kinofilm-Trailer und Demo-Schleifen und abends verschlüsselt Eigenproduktionen, Bundesliga-Fußball oder Spielfilme.

## Betrachtungsabstände und Bildschirmergonomie
Obwohl Fernsehen und Zusatzdienste wie das Internet sowohl auf Fernsehgeräten wie auf Computerarbeitsplätzen darstellbar sind und beide Anwendungen miteinander verschmelzen und nicht mehr deutlich zu trennen sind, gelten hier unterschiedliche Empfehlungen für den günstigsten Betrachtungsabstand.
Der optimale Sitzabstand für Fernseher wird durch Multiplikation der Bildschirmdiagonale mit einem Faktor berechnet, der von der Auflösung abhängt. Für SD-Fernseher beträgt der empfohlene Abstand das Dreifache der Diagonalen, für HD-Fernseher das 2,5-Fache und für 4K- oder 8K-Fernseher etwa das 1,5-Fache. Der Faktor kann je nach Sehvermögen variieren, sodass bei schlechteren Augen ein näherer Abstand empfohlen wird.
Die Auswahl der Fernsehergröße hängt von der bevorzugten Bildauflösung (SD, HD, UHD, 4k oder 8k) ab. Wenn der Nutzer hauptsächlich SD-Inhalte wie ältere Videos oder DVDs ansieht, ist es ratsam, eine kleinere Bildschirmdiagonale zu wählen, um einzelne Pixel sichtbar zu vermeiden. Andernfalls kann er auch weiter vom Fernseher entfernt sitzen. Ein Rechner kann helfen, die passende Bildschirmgröße zu berechnen.
Die meisten Fernsehsender und Streaming-Dienste wie Netflix bieten bereits HD-Qualität an. In diesem Fall und bei UHD-Auflösung (4k) ist das oben genannte Problem kaum vorhanden, sodass größere Bildschirmdiagonalen auch bei geringerem Sitzabstand möglich sind.
Bei 8k-Auflösung ist eine noch größere Bildschirmdiagonale oder ein geringerer Abstand möglich, aber es gibt derzeit nur wenige Inhalte in dieser Qualität.
Fernsehen unterscheidet sich vom Lesen auch dadurch, dass der Betrachter oder Zuschauer (Fernseher/Fernseherin) sein Blickfeld nicht nur auf ein kleines Detail einer Darstellung, sondern überwiegend auf ein Gesamtbild richtet. Dieses ist beim Fernsehen üblicherweise bewegt. Im Gegensatz zum Lesen empfiehlt sich beim Fernsehen ein Mindestbetrachtungsabstand zum Bildschirm. Dieser Mindestabstand orientierte sich ursprünglich (als es ausschließlich 4:3-Bildschirme gab) an der gewählten Bildschirmdiagonale und resultierte unter anderem aus der anderenfalls störend wahrgenommenen Zeilenstruktur des Bildes. Seit der Existenz von 16:9-Bildschirmen und dem überwiegend vorhandenen Digitalfernsehen empfiehlt man Mindestabstände, die von der Bildhöhe ausgehen. Dies vermeidet eine sonst notwendige Unterscheidung zwischen 4:3- und 16:9-Bildschirmen. Für normal aufgelöstes Fernsehen (SDTV, PAL) werden Mindestabstände von der sechsfachen Bildhöhe und bei HDTV Mindestabstände von der drei- bis vierfachen Bildhöhe empfohlen. Damit kann das menschliche Auge beim Fernsehen einerseits ohne Anstrengung einem gesamten Bildeindruck folgen und andererseits auch (bei HDTV) in den Genuss eines Kinofeelings kommen.
Auf einem (zum Lesen optimierten) Computerarbeitsplatz gelten andere Kriterien, die sich überwiegend an der dargestellten Schriftgröße orientieren. Findet ein solcher Arbeitsplatz für das Fernsehen Verwendung, so sollte der Betrachter seinen Abstand zum Bildschirm vergrößern oder am Computerbildschirm ein entsprechend kleineres Programmfenster für die Videodarstellung öffnen.
Eine Alternative für die Lesbarkeit von Texten am Bildschirm im gewohnten Betrachtungsabstand zum Fernsehgerät ist es, diese in großen Schriften anzuzeigen, wie beim Teletext. Gewöhnlich formatierte Webseiten erfordern Bildschirme höherer Auflösung und/oder entsprechender Größe.

## Unpfändbarkeit in Deutschland
Nach § 811 Abs. 1 Nr. 1 der Zivilprozessordnung (ZPO) ist ein Fernsehgerät unpfändbar, und zwar auch dann, wenn daneben ein Hörfunkgerät vorhanden ist (BFH NJW 1990, 1871). Der Grund dafür liegt darin, dass dem Schuldner ohne Fernsehgerät die ihm grundrechtlich geschützte Möglichkeit genommen würde, sich aus allgemein zugänglichen Quellen über das Weltgeschehen zu informieren. Ausnahmen können jedoch im Rahmen der sogenannten Austauschpfändung auftreten.